# The Sunshine Company
 (septembre 2022).
The Sunshine Company est un groupe de musique pop américain de la deuxième moitié des années 1960. 
La formation initiale repose sur le duo Mary Nance (née Mary Lorraine Nance-Ulrich) et Maury Manseau formé en 1966. Plutôt folk à son origine, le duo s’enrichit du bassiste Larry Sims et du batteur Merel Bregante. Leur son évolue alors vers une musicalité proche des groupes alors à la mode comme The mamas and the papas. 

## Un groupe dans l'air du temps
Repérés par les managers du label Impérial avec qui ils signent un contrat en 1967, ils composent et enregistrent plusieurs chansons. Celles-ci reposent sur des textes légers, volontiers enjoués tel que le veut les cannons de la Sunshine Pop qui triomphe à l'époque. En pleine vague hippie que le groupe reflète totalement, le succès arrive vite: si leurs premiers singles Up, Up and Away et Happy se sont bien vendus et s'annoncent prometteurs, leur  second disques hors album, passe sur toutes les radios US : Back On the Street Again #34.
Le groupe est à la mode, passe à la télévision et représente cette jeunesse insouciante américaine avec un son propre aux productions ensoleillées de l'Ouest américain ; leurs hits se classent encore dans les charts US en 1968 tel que Look, Here Comes the Sun #56 
Un premier album enregistré Happy Is the Sunshine Company se classe 126# au U.S. ce qui est une gageure compte tenu de la production de l'époque. 
Toutefois avec la fin de l'année 1968, l'évolution des consciences, les manifestations anti guerre du viet-nam, la légèreté et l'optimisme des chansons de la sunshine pop trouvent de moins en moins d'échos auprès des jeunes. leurs disques Let's Get Together #112, On a Beautiful Day #106 jusqu'à Willie Jean #111 se vendent moins. 
Ces musiques qui parlaient d'amour, du beau-temps, de balades dans la natures, et plus globalement d'un émerveillement face à la vie douce de Californie s'essoufflent aussi vite qu'elles ont émergé.
Ainsi leurs deux autres LP, The Sunshine Company et Sunshine & Shadows, toujours publié la même année, rencontrent de moins en moins de succès. Le groupe se sépara définitivement début 1969.

## Analyse
De l'automne 1967 à la fin d'année 1968, The Sunshine Company  a généré une production musicale riche et dense, typique de cette époque.
Leur succès rapide voire fulgurant n'a pas atteint les sommets des charts puisque frappé de plein fouet par l'éveil des consciences de la jeunesse américaine. 
Comme la majorité des groupes de cette mouvance, ils se séparèrent.
Groupe de musique mixte (hommes-femmes), pétrie d'harmonie vocales et de chansons simples, efficaces et enjouées, The Sunshine Company n'arriva toutefois jamais à dépasser ses « concurrents » directs que furent Spanky and Our Gang. Or ces deux formations éphémères ne classèrent que quelques succès face aux deux groupes majeurs et aujourd'hui reconnus que furent The Mamas & the Papas et 5th Dimension  qui passèrent même le cap des années 1970 notamment grâce à des chansons plus variées et qui évoluèrent vers des thèmes plus tristes et nostalgiques.